# Associação Democratica para a Integração de Timor-Leste na Austrália
Die Associação Democratica para a Integração de Timor-Leste na Austrália (ADITLA, deutsch Demokratische Vereinigung für die Integration Osttimors in Australien) war eine im November 1974 gegründete Partei in der Kolonie Portugiesisch-Timor, die sich für einen Anschluss an Australien einsetzte. Von Februar 1975 bis zu ihrem Ende einen Monat später hieß die Partei Associação para a União Democrática de Timor-Leste e Austrália.

## Geschichte

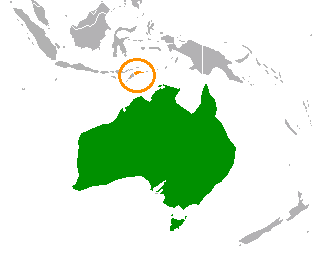
Portugiesisch-Timor (orange), nördlich von Australien

Nach der Nelkenrevolution in Portugal 1974 entstanden in Vorbereitung auf die Unabhängigkeit auch in der Kolonie verschiedene Parteien, darunter im November die ADITLA. Sie war die Idee und Gründung des Geschäftsmanns Henrique Pereira, eines damals 55-jährigen, chinesischstämmigen Geschäftsmanns. Die Partei nahm die Ängste vor allem der chinesischstämmigen Timoresen auf – sowohl vor der linksorientierten Partei FRETILIN in einem unabhängigen Osttimor als auch vor einem Anschluss an Indonesien. Statt einer Unabhängigkeit propagierte die ADITLA daher einen Anschluss der portugiesischen Kolonie an das benachbarte Australien. Als Minderheit, die sich von der timoresischen Bevölkerung isolierte und gleichzeitig den Handel der Kolonie nahezu komplett im Griff hatte, drohte ihnen Ungemach genauso im unabhängigen Osttimor wie im Falle eines Anschlusses an Indonesien, wie ihn die Partei APODETI verfolgte. Den etwa 11.000 chinesischen Timoresen war das Massaker in Indonesien 1965–1966 noch präsent, dem Chinesen und Kommunisten zum Opfer gefallen waren. Sympathien gab es für die Partei UDT, die eine enge Beziehung zu Portugal anstrebte. Allerdings machte die UDT den Chinesen keine konkreten Angebote. Die FRETILIN als potentiell kommunistische und anti-chinesische Partei war ohnehin ein Schreckgespenst.
Der ADITLA wird teilweise vorgehalten, es sei ihr in erster Linie um finanziellen Gewinn aus den Ängsten der Chinesen gegangen. Pereira erhielt für die Parteimitgliedschaft 50 australische Cents, was dem halben Tagesverdienst eines timoresischen Arbeiters entsprach.
Pereira hatte während der Schlacht um Timor gegen die Japaner im Zweiten Weltkrieg mit den australischen Guerillaeinheiten zusammengearbeitet und daher Kontakte zu ehemaligen Soldaten, die nun Geschäftsleute in Sydney waren. Er suggerierte, dass er im Falle eines Krieges den ADITLA-Mitgliedern bei der Flucht nach Australien helfen könne, wo dann eigens für sie eine portugiesische Stadt gegründet würde. Ende November hatte die Partei 8000 Mitglieder.
Im Februar 1975 erfolgte die Umbenennung in Associação para a União Democrática de Timor-Leste e Austrália (deutsch Vereinigung für eine Demokratische Union von Osttimor und Australien). Pereira wollte so weitere Mitglieder anwerben. Bis Ende März stieg die Mitgliederanzahl auf 10.000 Personen. Aber die australische Regierung verweigerte nicht nur eine Unterstützung der Partei, sie lehnte den Vorschlag einer Aufnahme Portugiesisch-Timors in das Commonwealth of Australia auch strikt ab. Am 12. März veröffentlichte die einzige Zeitung der Kolonie, A Voz de Timor, einen Artikel mit dem Titel Australia Rejeita Aditla (deutsch Australien lehnt ADITLA ab). Der Artikel stellte nicht nur klar, dass Australien nichts von einem Beitritt Osttimors hielt, sondern stellte auch die Legitimität der ADITLA selbst in Frage. Die Partei zerfiel und verschwand danach schnell.
In einem Interview erklärte der Parteigründer Pereira später, ADITLA habe nie ein Programm gehabt. Allein die Forderung nach der Integration in Australien sei das Ziel gewesen, auch wenn Australien das nicht gewollt habe.